# Марк Клавдий Марцел (консул 166 пр.н.е.)
Вижте пояснителната страница за други личности с името Марк Клавдий Марцел.
Марк Клавдий Марцел (на латински: Marcus Claudius Marcellus; * 208 пр.н.е.; † 148 пр.н.е.) e генерал и политик на Римската република и три пъти консул.

## Биография
Марцел произлиза от плебейския клон Марцел на фамилията Клавдии. Той е син на Марк Клавдий Марцел, (консул 196 пр.н.е.) и внук на Марк Клавдий Марцел (генерал по време на Втората пуническа война).
През 171 пр.н.е. той става народен трибун. През 169/168 пр.н.е. е претор и пропретор в Испания. След това през 166 пр.н.е. той е за пръв път консул. През 155 пр.н.е. отново е консул и се бие против келтите и подчинява лигурите. От благодарност жителите на град Луна му издигат паметник от лунийски мрамор. През 152 пр.н.е. Марцел е за трети път консул и е проконсул в Испания.